# Picramnia bahiensis
Picramnia bahiensis är en tvåhjärtbladig växtart som beskrevs av Porphir Kiril Nicolai Stepanowitsch Turczaninow. Picramnia bahiensis ingår i släktet Picramnia och familjen Picramniaceae. Inga underarter finns listade.